# Zurobata niviapex
Zurobata niviapex är en fjärilsart som beskrevs av Walker 1865. Zurobata niviapex ingår i släktet Zurobata och familjen nattflyn. Inga underarter finns listade i Catalogue of Life.